# White Phantoms
White Phantoms Football Club war ein Fußballverein aus Bathurst, der Hauptstadt (die 1973 nach Banjul umbenannt wurde) des westafrikanischen Staats Gambia. Der Verein spielte in der höchsten Liga im gambischen Fußball in der GFA League First Division und war mindestens ab dem Jahr 1969 dabei. Die Meisterschaft gewannen sie zehn Mal und standen 1970 als Gegner von Real de Banjul im Finale des Pokalwettbewerbs (GFA-Cup), unterlagen aber 2:1. Dieses Spiel war auch ein historisches Ereignis im gambischen Hörfunk, es war das erste Spiel, das übertragen wurde.
Wann der Verein aufgelöst wurde, ist nicht belegt, 1980 spielten sie noch in der First Division.

## Erfolge
- Meisterschaft in der GFA League First Division: 10[2]

1954/55, 1957/58, 1958/59, 1959/60, 1960/61, 1961/62, 1962/63, 1963/64, 1964/65 und 1968/69
- Pokalgewinne im GFA-Cup: 1

1970

## Bekannte Spieler
- Alh. Momodou Njie, bekannt als „Biri Biri“ (* 1948) (Fußballlegende in den 1970er Jahren, spielte in der Nationalmannschaft von 1963 bis 1987)